# Luci Licini Cras Escipió
Luci Licini Cras Escipió (en llatí: Lucius Licinius Crassus Scipio) va ser un ciutadà romà del segle i aC.
Era fill de Publi Corneli Escipió Nasica, que va ser pretor l'any 93 aC, i de Licínia, la filla del cònsol i gran orador Luci Licini Cras. Aquest darrer, com que no tenia fills mascles, va adoptar el seu net per testament, de manera que va rebre el nom de l'avi, conservant el cognom del pare.